# Petit-Trou-de-Nippes
Petit-Trou-de-Nippes, in creolo haitiano Ti Twou de Nip, è un comune di Haiti facente parte dell'arrondissement di Anse-à-Veau nel dipartimento di Nippes.